# Crimthann Coscrach
Crimthann Coscrach, figlio di Fedlimid Forthriun, figlio di Fergus Fortamail (fl. III secolo a.C.), fu un leggendario re supremo d'Irlanda del III secolo a.C..
Salì sul trono dopo aver ucciso Enna Aignech. Regnò per quattro o sette anni fino alla morte avvenuta per mano di Rudraige.

## Fonti
- Seathrún Céitinn, Foras Feasa ar Éirinn 1.30
- Annali dei Quattro Maestri M4907-4911